# Francisco Pablo Donadío
Francisco Donadío, cuyo nombre completo era Francisco Pablo Donadío, fue un actor y director de cine que nació en Buenos Aires, Argentina en 1888 y falleció en la misma ciudad en 1968.

## Carrera profesional
Después de haberse iniciado en el teatro en su país, Donadío viajó a Italia, donde actuó junto a Eleonora Duse y Ermete Zacconi e intervino en algunas superproducciones del cine mudo como Los últimos días de Pompeya y Quo Vadis.
Al regresar a Argentina en la década de 1920 formó parte de las compañías teatrales encabezadas por Mecha Ortiz y por Luisa Vehil. Debutó en el cine local en 1925 dirigiendo el filme sin sonido El caballero de la rambla; ya en la etapa del sonoro dirigió Poncho blanco (1936) e intervino en diversas películas, generalmente en papeles de apoyo.
Falleció en Buenos Aires en 1968.

## Filmografía
Intervino en los siguientes filmes:
Actor
- El centroforward murió al amanecer (1961)
- Adiós muchachos (1955)
- Su seguro servidor (1954)
- Sin familia (1954)
- Somos todos inquilinos (1954)
- El hijo del crack (1953) .... Alvarado
- Los tres mosquiteros (1953) .... Padre de Tiburcio
- La tía de Carlitos (1952)
- Mi mujer está loca (1952)
- Payaso (1952)
- La historia del tango (1951) .... Mr. Maldonado
- ¡Qué hermanita! (1951)
- Los árboles mueren de pie (1951)
- El último payador (1950)
- Esposa último modelo (1950)
- La doctora Castañuelas (1950)
- Todo un héroe (1949)
- La otra y yo (1949)
- Las aventuras de Jack (1949)
- La rubia Mireya (1948) .... Sr. Peña
- Cuidado con las imitaciones (1948)
- Un marido ideal (1947)
- La tía de Carlos  (1946) .... Sr. Morgan
- Los tres mosqueteros (1946) .... Porthos
- Despertar a la vida (1945)
- El juego del amor y del azar (1944) .... Orgón
- La casta Susana (1944)
- Centauros del pasado (1944)
- La piel de zapa (1943) .... Salvador Gandeau
- El sillón y la gran duquesa (1943)
- La suerte llama tres veces (1943)
- Secuestro sensacional (1942)
- Embrujo (1941)
- La novela de un joven pobre  (1942)
- Pampa y cielo (1938)
- Quo Vadis (1912) (Italia)
- Los últimos días de Pompeya|| (1908) (Italia)

Director
- Poncho blanco (1936)
- El caballero de la rambla (película sin sonido) (1925)